# Hynobius quelpaertensis
Espèce
Synonymes
- Hynobius leechii quelpaertensis Mori, 1928

Statut de conservation UICN

 VU  : Vulnérable
Hynobius quelpaertensis est une espèce d'urodèles de la famille des Hynobiidae.

## Répartition
Cette espèce est endémique de Corée du Sud. Elle se rencontre au Jeolla du Nord, au Jeolla du Sud, au Gyeongsang du Sud et à Jeju-do.

## Étymologie
Son nom d'espèce, composé de quelpaert et du suffixe latin -ensis, « qui vit dans, qui habite », lui a été donné en référence au lieu de sa découverte, l'île de Jeju-do, autrefois nommée Quelpart.

## Publication originale
- Mori, 1928 : On amphibians and reptiles of Quelpaert Island. Chosen Natural History Society Journal, vol. 6, p. 47-53.